# Bolest břicha
Bolest břicha je jedním ze symptomů, které mohou být spojeny jen s nevýznamnými či naopak život ohrožujícími onemocněními. Stanovení konečné diagnózy je obtížné, protože ke stejným příznakům vede celá řada onemocnění, z nichž některá mohou vyžadovat akutní operaci (tzv. Náhlá příhoda břišní).

## Diferenciální diagnostika
Následující výčet možných příčin břišní bolesti (mimo jiné podle ) rozhodně není úplný:
- Zažívací trakt
  - Záněty: gastroenteritis, appendicitis, gastritis, esophagitis, diverticulitis, Crohnova choroba, ulcerózní kolitida, microskopická kolitida
  - Oblenění peristaltiky: ileus či subileus, kýla, intussusception, volvulus, pooperační adheze, tumory, prostá zácpa
  - Cévní: embolie, trombóza, krvácení, syndrom arteria mesenterica superior
  - trávicí systém: vřed, intolerance laktózy, céliakie (postihuje 1 z 133 obyvatel), potravinová alergie
- Žlučový systém
  - Záněty: cholecystitis, cholangitis
  - Obstrukce: cholelithiasis, tumory
- Játra
  - Záněty: hepatitis, jaterní absces
- Slinivka břišní
  - Záněty: akutní či chronická pankreatitida
- Ledviny a vylučovací systém obecně
  - Zánět: pyelonefritida, zánět močového měchýře
  - Obstrukce: ledvinové kameny, kameny v močovodu, retence moči, tumory
- Gynekologické:
  - Záněty
  - Mechanické: torze ovaria
  - Endokrinologické: menstruace
  - Tumory: endometrióza, cysty na vaječníku, nádory vaječníku
  - Těhotenství: mimoděložní těhotenství, potrat
- Břišní stěna
  - natažení či poranění svalu
  - záněty svalu
  - neurogenní bolest: pásový opar, polyradikulitida například u Lymské nemoci, tabes dorsalis
- Přenesená bolest
  - z hrudníku: pneumonie, plicní embolie, ischemická choroba srdeční, perikarditida
  - páteře: radikulární syndromy
  - z pohlavního ústrojí: torze varlete
- Metabolické poruchy
  - urémie, diabetická ketoacidóza, porfyrie, otrava olovem, abstinenční příznaky
- Cévní
  - dissekce aorty, aneurysma břišní aorty
- Imunitní systém
  - sarcoidóza
  - vasculitis
- Idiopatické
  - dráždivý tračník